# مشک

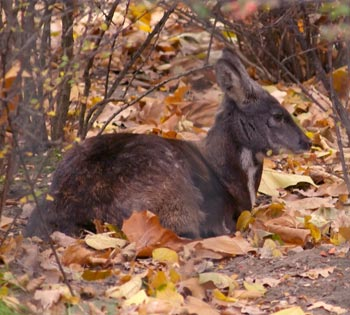
آهوی ختن سیبریایی. برای به دست آوردن ۱ کیلوگرم «دانه مشک» حدود ۳۰ جانور باید قربانی شوند.

مُشک دسته‌ای از مواد معطر است که معمولاً به عنوان نت پایه در عطرسازی استفاده می‌شود. آنها شامل ترشحات غده‌ای از جانورانی مانند آهوی ختن، گیاهان متعددی با عطرهای مشابه و مواد مصنوعی با بوهای مشابه هستند. مشک در اصل نام ماده‌ای با بوی قوی بود که از غده آهوی ختن به دست می‌آمد. این ماده از زمان‌های بسیار قدیم به عنوان یک ثابت‌کننده عطر محبوب مورد استفاده قرار می‌گرفته و یکی از گران‌ترین فرآورده‌های جانوری در جهان است. تصور می‌شد که غده آهو شبیه به کیسه بیضه باشد. این ماده در گیاهان و جانوران مختلف با بوی مشابه پیدا می‌شود (به عنوان مثال گاو مشک) و با وجودی که ساختارهای شیمیایی و اشکال مولکولی آنها اغلب متفاوت هستند، طیف گسترده‌ای از مواد معطر با بوی مشابه را در بر می‌گیرد.
از مشک طبیعی در اواخر قرن نوزدهم به‌طور گسترده‌ای در عطرسازی استفاده می‌شد که انگیزه‌های اقتصادی و اخلاقی منجر به پذیرش مشک مصنوعی شد که اکنون تقریباً به‌طور انحصاری مورد استفاده قرار می‌گیرد. برای به دست آوردن مشک طبیعی، آهوی نر باید کشته می‌شد و نافه آن که حاوی مشک بود برداشته می‌شد. امروزه روش‌هایی برای استخراج غده دارای مشک بدون کشتن جانور ایجاد شده است.

### آهوی ختن

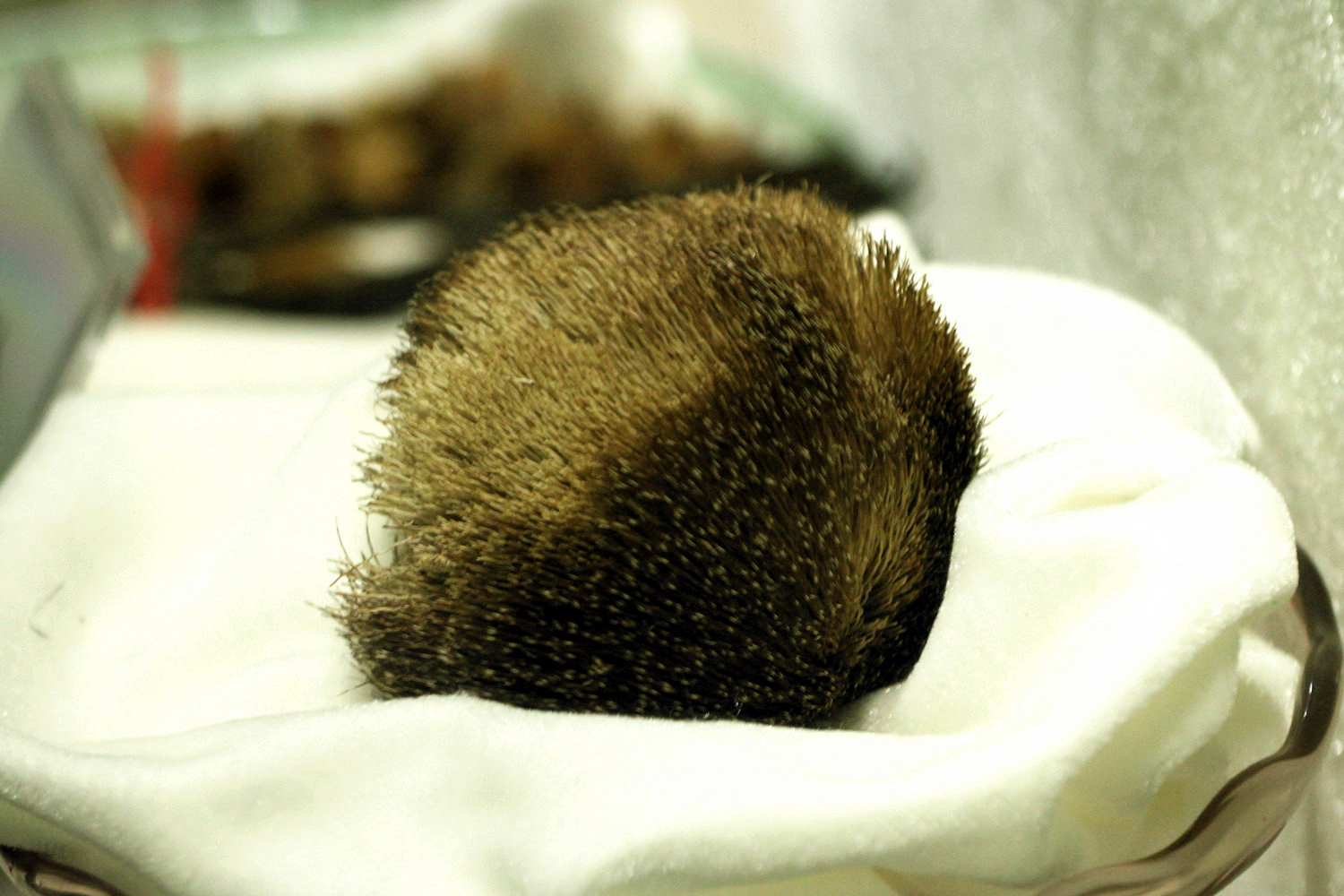
شکل اولیه نافه آهوی مشک.

### دیگر جانوران

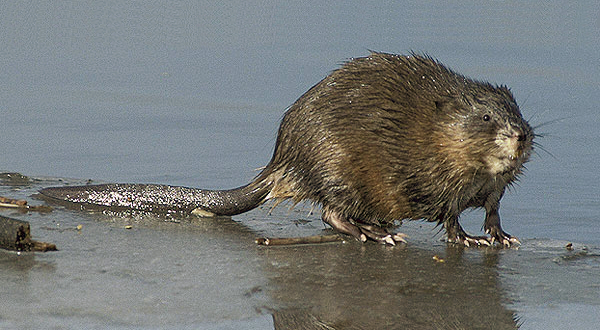
ماسک رَت نوعی موش بومی آمریکای شمالی است که ماده‌ای با بویی شبیه به مشک از خود ترشح می‌کند.